# 2022 год в России

## События

### Январь
- 1 января — Вступил в силу закон о приземлении иностранных IT-компаний. Согласно данному закону, для иностранных компаний, осуществляющих деятельность на территории России, вводится требование открыть в России филиал или российское юридическое лицо, создать цифровую форму обратной связи с пользователями российского сегмента интернет и зарегистрировать компанию на сайте Роскомнадзора[1]

### Февраль
- 21 февраля — Признание Россией независимости ДНР и ЛНР[2]
- 22 февраля — Начало применения санкций в отношении России
- 24 февраля — Начало СВО[3]
- 25 февраля — Совет Европы приостановил членство России в организации[4]

### Март
- 10 марта — Введён запрет на вывоз из России некоторых товаров и оборудования. В перечень входит медицинское, телекоммуникационное оборудование, сельскохозяйственная техника, радиолокационные приборы. Всего более 200 наименований товаров[5][6][7]

### Май
- 4 мая — Запущена льготная ипотека для IT-специалистов[8][9]
- Приватизация Соликамского магниевого завода признана незаконной. 89,5 % акций завода изъято в пользу государства[10]

### Июнь
- 6 июня — Выход России из Болонской системы[11][12]
- 10 июня — Открыт первый автомобильный мост между Россией и Китаем через реку Амур. Мост связывает Благовещенск с Хэйхэ[13]

### Сентябрь
- 17 сентября — Россия вышла из под юрисдикции Европейского суда по правам человека[14]

- 21 сентября — Объявление частичная мобилизация[15]
- 30 сентября — Вхождение Донецкой Народной Республики, Луганской Народной Республики, Херсонской и Запорожской областей в состав России[16]

### Без точной даты
- Начало интенсивного использования Северного морского пути для транспортировки нефти из-за санкций стран ЕС и США[17][18][19]

## В науке
- 13 июля — Под Псковом нашли древние здания XVII и XIX веков[20]
- 27 июля — В Астраханской области возле села Бараний Бугор было обнаружено большое количество костей животных и предметов из керамики и металла, что свидетельствует о городском характере культурного слоя[21]

## Умерли
- 11 января — Михаил Зеленский, российский журналист и телеведущий, умер в Доминиканской республике[22]
- 30 января — Леонид Куравлёв, советский и российский актёр[23]
- 6 апреля — Владимир Жириновский, политик, основатель и 1-й председатель ЛДПР[24]
- 23 июня — Юрий Шатунов, российский певец, композитор[25]
- 2 июля — Леонид Шварцман, советский и российский режиссёр-мультипликатор[26]
- 30 августа — Михаил Горбачёв, советский и российский государственный, политический и общественный деятель. Единственный в истории президент СССР[27][28]
- 19 октября — Валерий Рубаков, физик[29]
- 28 октября — Светлана Бабаева, журналист, главный редактор интернет-издания «Газета.Ru»[30]
- 18 декабря — Людмила Аграновская, альпинистка[31]